# Pierre de Lagarde
Pour les articles homonymes, voir Pierre Lagarde et Lagarde.
Pierre de Lagarde, né le 25 mars 1932 à Meudon et mort le 15 novembre 2022 à Paris, est un historien, producteur et réalisateur de télévision français. Il a consacré sa carrière à la protection et à la valorisation du patrimoine architectural de son pays.
Il a produit et réalisé l'émission Chefs-d'œuvre en péril, diffusée de 1962 à 1974 puis de 1976 à 1992 à la télévision française.

## Biographie
Dès l'âge de seize ans, Pierre de Lagarde se met à sillonner le pays en auto-stop afin de visiter églises et châteaux. C'est donc tout naturellement qu'il consacre sa vie professionnelle à la sauvegarde du patrimoine architectural et artistique français. Entre 1962 et 1974, son émission Chefs-d'œuvre en péril sur Antenne 2 lui permet de sauver de la ruine plus de cent cinquante monuments. Cette émission radiophonique puis télévisée suscite  rapidement l'engouement de la population française, qui prend conscience de la valeur de son patrimoine.
En 1974, l'émission Chefs-d'œuvre en péril est supprimée à la suite d'un conflit avec le ministre de la Culture. Elle est rétablie deux ans plus tard par le président de la République « pour corriger une injustice ». À partir de 1976, elle dure encore jusqu'en 1992, date à laquelle Pierre de Lagarde prend sa retraite.
Il réalise avec la chaîne de télévision KTO entre 2001 et 2006 une émission intitulée Église de France sur les plus beaux édifices religieux du pays.
Durant sa carrière, Pierre de Lagarde a reçu plusieurs dizaines de milliers de lettres lui signalant les chefs-d'œuvre en péril dans la France entière. Il a réalisé un pré-inventaire des richesses de la France qui est conservé à la Médiathèque de l'architecture et du patrimoine. En 1964, il est fait chevalier des Arts et des Lettres et en 1990 chevalier de la Légion d'honneur.
Pierre de Lagarde était membre du conseil d'administration de la Société pour la protection des paysages et de l'esthétique de la France (SPPEF).

## Publications
- Chefs-d'œuvre en péril, Julliard, 1964
- Guide des chefs-d'œuvre en péril, Pauvert, 1967
- Guide des chefs-d'œuvre en péril : Île-de-France, Pauvert, 1969
- La mémoire des pierres, Albin Michel, 1980 prix Roland de Jouvenel de l'Académie française
- Architectures de France à travers les croquis d'Albert Laprade, Berger Levrault, 1995
- Vie et histoire du XVIIIe arrondissement, avec Alfred Fierro, Hervas, 1996
- Le Grand duel, Buchet-Chastel, 1997
- L'amour dans tous ses états, Mallard, 2001
- Dictionnaire inattendu des témoins de l'invisible, Salvator, 2009
- La Pesée des âmes, 2012
- Le Grand cirque : souvenirs romancés, 2015
- Dictionnaire amoureux du patrimoine (avec Olivier de Lagarde), Plon, 2019

## Famille
Pierre de Lagarde est le père du journaliste Olivier de Lagarde.

## Distinctions
- Chevalier de la Légion d'honneur (2 janvier 1990)[2]
- Chevalier de l'ordre des Arts et des Lettres (1964)